# Danska mästerskapen i fotboll

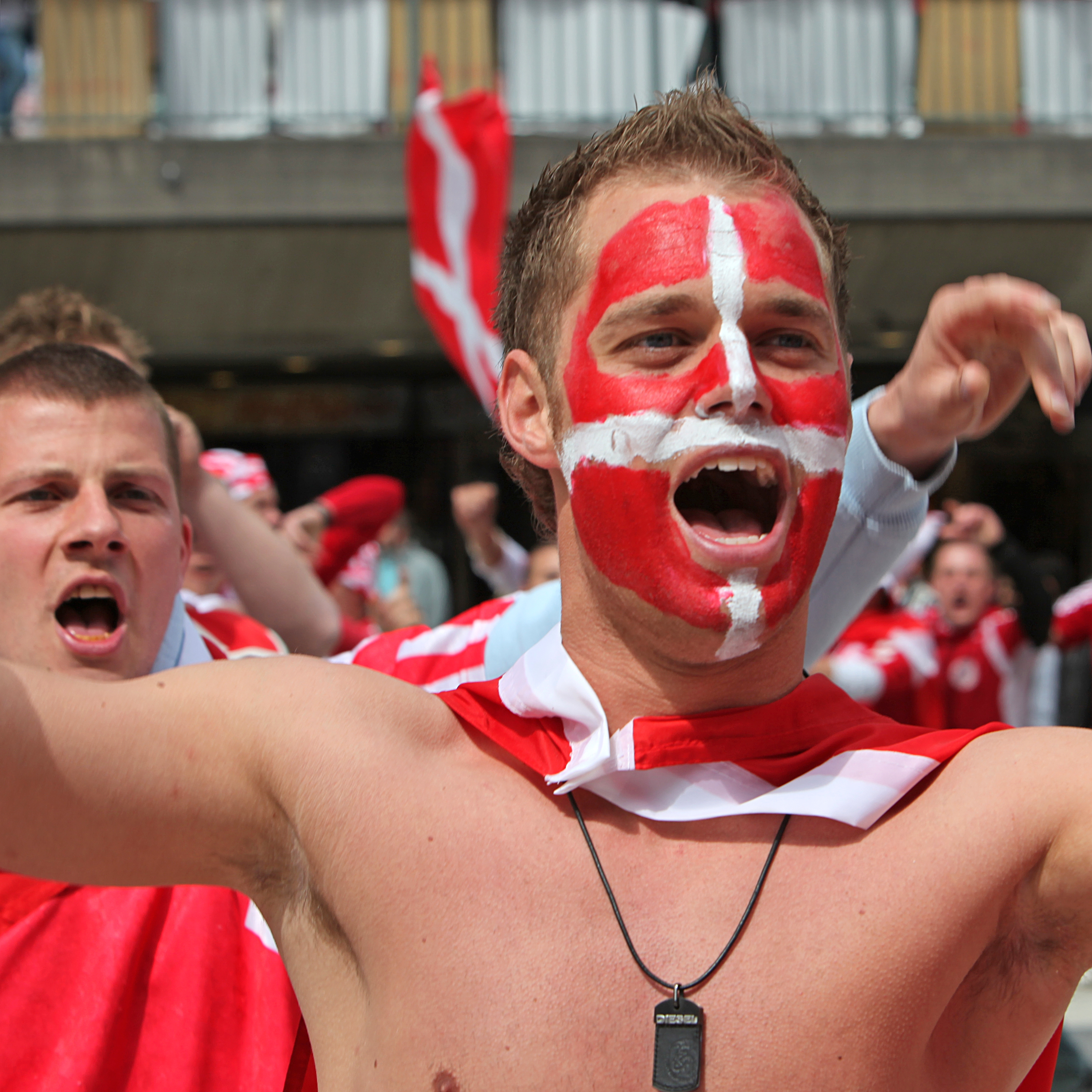
Danska fotbollsfans 2009

Danska mästerskapen i fotboll (danska: Danmarksturneringen i fodbold) har spelats sedan säsongen 1912/1913 och administreras av Danmarks fotbollsförbund, Dansk Boldspil-Union. De översta tre divisionerna i det nationella seriesystemet består av Superligaen (SAS-Ligaen) med 12 lag, från säsongen 2016/2017 14 lag, en första division med 16 lag och två andra divisioner med 28 lag. Serierna spelas höst-vår, det vill säga med säsongsnamn som 2004/2005, 2005/2006, 2006/2007 och liknande.

## Vinnare
- 1913 Kjøbenhavns Boldklub
- 1914 Kjøbenhavns Boldklub
- 1915 (Ingen)
- 1916 B 93
- 1917 Kjøbenhavns Boldklub
- 1918 Kjøbenhavns Boldklub
- 1919 Akademisk Boldklub
- 1920 B 1903
- 1921 Akademisk Boldklub
- 1922 Kjøbenhavns Boldklub
- 1923 BK Frem
- 1924 B 1903
- 1925 Kjøbenhavns Boldklub
- 1926 B 1903
- 1927 B 93
- 1928 (Ingen)
- 1929 B 93
- 1930 B 93
- 1931 BK Frem
- 1932 Kjøbenhavns Boldklub
- 1933 BK Frem
- 1934 B 93
- 1935 B 93
- 1936 BK Frem
- 1937 Akademisk Boldklub
- 1938 B 1903
- 1939 B 93
- 1940 Kjøbenhavns Boldklub
- 1941 BK Frem
- 1942 B 93
- 1943 Akademisk Boldklub
- 1944 BK Frem
- 1945 Akademisk Boldklub
- 1946 B 93
- 1947 Akademisk Boldklub
- 1948 Kjøbenhavns Boldklub
- 1949 Kjøbenhavns Boldklub
- 1950 Kjøbenhavns Boldklub
- 1951 Akademisk Boldklub
- 1952 Akademisk Boldklub
- 1953 Kjøbenhavns Boldklub
- 1954 Køge BK
- 1955 AGF Aarhus
- 1956 AGF Aarhus
- 1957 AGF Aarhus
- 1958 Vejle BK
- 1959 B 1909
- 1960 AGF Aarhus
- 1961 Esbjerg fB
- 1962 Esbjerg fB
- 1963 Esbjerg fB
- 1964 B 1909
- 1965 Esbjerg fB
- 1966 Hvidovre IF
- 1967 Akademisk Boldklub
- 1968 Kjøbenhavns Boldklub
- 1969 B 1903
- 1970 B 1903
- 1971 Vejle BK
- 1972 Vejle BK
- 1973 Hvidovre IF
- 1974 Kjøbenhavns Boldklub
- 1975 Køge BK
- 1976 B 1903
- 1977 Odense BK
- 1978 Vejle BK
- 1979 Esbjerg fB
- 1980 Kjøbenhavns Boldklub
- 1981 Hvidovre IF
- 1982 Odense BK
- 1983 Lyngby BK
- 1984 Vejle BK
- 1985 Brøndby IF
- 1986 AGF Aarhus
- 1987 Brøndby IF
- 1988 Brøndby IF
- 1989 Odense BK
- 1990 Brøndby IF
- 1991 Brøndby IF
- 1992 Lyngby BK
- 1993 FC Köpenhamn
- 1994 Silkeborg IF
- 1995 Aalborg Boldspilklub
- 1996 Brøndby IF
- 1997 Brøndby IF
- 1998 Brøndby IF
- 1999 Aalborg Boldspilklub
- 2000 Herfølge BK
- 2001 FC Köpenhamn
- 2002 Brøndby IF
- 2003 FC Köpenhamn
- 2004 FC Köpenhamn
- 2005 Brøndby IF
- 2006 FC Köpenhamn
- 2007 FC Köpenhamn
- 2008 Aalborg Boldspilklub
- 2009 FC Köpenhamn
- 2010 FC Köpenhamn
- 2011 FC Köpenhamn
- 2012 FC Nordsjælland
- 2013 FC Köpenhamn
- 2014 Aalborg Boldspilklub
- 2015 FC Midtjylland
- 2016 FC Köpenhamn
- 2017 FC Köpenhamn
- 2018 FC Midtjylland
- 2019 FC Köpenhamn
- 2020 FC Midtjylland
- 2021 Brøndby IF
- 2022 FC Köpenhamn
- 2023 FC Köpenhamn
- 2024 FC Midtjylland
- 2025 FC Köpenhamn

### Fotnoter
1. ↑  ”Klart: 14 lag och mästerskapsserie i Danmark”. Fotbollskanalen. 28 juni 2015. http://www.fotbollskanalen.se/danmark-1/klart-14-lag-och-masterskapsserie-i-danmark/. Läst 24 mars 2016.